# نواة حدبية حلمية
النواة الحدبية الحلمية (بالإنجليزية: Tuberomammillary nucleus)‏ هي نواة هستامينية المفعول  [الإنجليزية] توجد في الثلث الخلفي من تحت المهاد. وهي جزء من الحدبة الرمادية [الإنجليزية]. وتتكون إلى حد كبير من عصبونات هستامينية المفعول (عصبونات تفرز الهستامين). لهذه النواة دور في التحكم بالتيقظ والتعلم والذاكرة وتوازن الطاقة.

## العصبونات الصادرة
النواة الحدبية الحلمية هي المصدر الوحيد لمسارات الهستامين في الدماغ البشري. تتشعب الامتدادات المحوارية الأكثر كثافة من النواة الحدبية الحليمية إلى القشرة المخية، الحصين، الجسم المخطط الحديث، النواة المتكئة، اللوزة الدماغية، وأجزاء أخرى من منطقة تحت المهاد. تزيد الامتدادات نحو القشرة المخية من التنشيط القشري والتيقظ بشكل مباشر، أما الامتدادات نحو العصبونات أستيل كولينية الفعل الخاصة بالدماغ الأمامي القاعدي والجسر الظهري فتفعل ذلك بشكل غير مباشر، عبر زيادة تحرير الأسيتيل كولين في القشرة المخية.